# Lilian Bardet
Lilian Bardet (3 de enero de 2001) es un deportista francés que compite en tenis de mesa. Ganó una medalla de plata en el Campeonato Mundial de Tenis de Mesa por Equipos de 2024.

## Palmarés internacional
| Campeonato Mundial | Campeonato Mundial    | Campeonato Mundial | Campeonato Mundial |
| Año                | Lugar                 | Medalla            | Prueba             |
| ------------------ | --------------------- | ------------------ | ------------------ |
| 2024               | Busan (Corea del Sur) | Medalla de plata   | Equipo             |